# Joma (Talmoed)

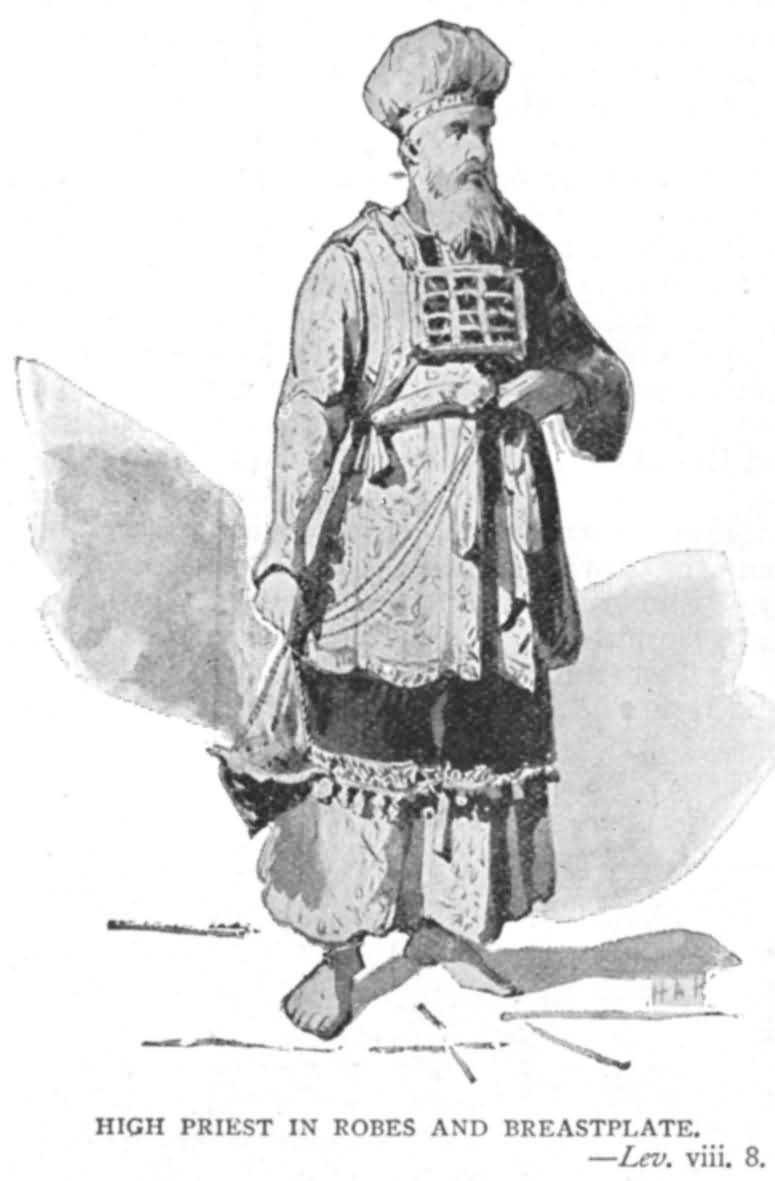
Een hogepriester (kohen gadol) in zijn traditionele klederdracht

Joma (Hebreeuws: יומא, letterlijk de dag) is een traktaat (masechet) van de Misjna en de Talmoed. Het is het vijfde traktaat van de Orde Moëed (Seder Moëed) en bestaat uit acht hoofdstukken.
Het traktaat Joma bevat regels voor Jom Kipoer, en de beschrijving van de dienst van de hogepriester in de tempel.
Taäniet bevat Gemara (rabbijns commentaar op de Misjna) en is onderdeel van zowel de Babylonische als de Jeruzalemse Talmoed. Het traktaat bevat 88 folia in de Babylonische Talmoed en 42 in de Jeruzalemse Talmoed.